# Научен център „Преславска книжовна школа“
Научен център „Преславска книжовна школа“ е създаден през 1977 г. от преподаватели на Шуменския университет „Епископ Константин Преславски“ (тогава Висш педагогически институт).
Основна задача на центъра е изучаването и изследването на старобългарското наследство от IX-XI век.
Дейността на членовете на Научния център са насочени в следните направления:
- анализ на паметниците на Преславската цивилизация с помощта на съвременни лингвистични, текстологически и класификационни методи;
- детерминиране на Преславската цивилизация в сравнение с цивилизациите в Югоизточна Европа;
- изследване на византийско-славянските културни, литературни и езикови взаимоотношения;
- изследване на преводаческото изкуство на преславските писатели;
- създаване на реперториум на преводната и оригиналната преславска книжнина, както и на корпус на паметниците, преславската епиграфика (глаголическа и кирилска);
- изследване и систематизация на паметниците на художествената култура – монументални приложни изкуства;
- систематизация на събраните дотогава библиографски материали по въпроса, както и компютърна обработка на архивни данни;
- архивиране на наличния фонд на НЦ „Преславска книжовна школа“;
- реализиране на научния продукт под формата на издания на фундаментални и приложни изследвания и старобългарски паметници.